# Reginald de Dammartin
Renaud de Dammartin (Reginald de Boulogne) (n. cca. 1165 – d. 1227) a fost conte de Boulogne din 1190, de Dammartin între 1200 și 1214 și de Aumale între 1204 și 1214.
Reginald era fiul contelui Alberic al II-lea de Dammartin cu Matilda de Clermont.
Crescut la curtea franceză, el a fost prieten de copilărie cu viitorul rege Filip August. La insistențele tatălui său, Reginald a luptat pentru Casa Plantagenet. Revenit în grațiile lui Filip, el s-a căsătorit cu Maria de Châtillon, fiică a contelui Guy al II-lea de Châtillon și Alice de Dreux, o verișoară a regelui.
Tot la sfatul lui Filip, Reginald a renunțat la prima soție, și a fost silit de rege să se căsătorească cu Ida (d. 1216), care era contesă de Boulogne și lăsată văduvă de Berthold al IV-lea de Zähringen, fiică a lui Matei de Alsacia și Maria de Boulogne. Ca urmare, Comitatul de Boulogne a devenit vasal față de coroana Franței, mai degrabă decât față de conții de Flandra. Această căsătorie i-a adus putere lui Reginald, dat totodată i-a atras dușmănia din partea familiei de Dreux, ca și din cea a conților de Guînes, care speraseră într-o căsătorie cu Ida.
În 1203, Renaud și soția sa au conferit o chartă negustorească orașului Boulogne, probabil din considerente financiare.
Regele Filip al II-lea l-a numit apoi pe Renaud conte de Aumale în 1204, însă acesta a început să se detașeze de relația cu monarhul. Ca urmare a cuceririi Normandiei de la englezi în aprilie 1204, Filip i-a acordat lui Renaud comitatul de Mortain ca și onorurile pentru Warenne, care se concentra pe fortărețele de Mortemer și Bellencombre. Atât Mortain cât și Warenne fuseseră deținute de către Guillaume I de Boulogne, cel de al doilea fiu al regelui Ștefan al Angliei, și se pare că regele Filip a recunoscut pretențiile lor asupra Boulogne.
În 1211, Reginald a refuzat să compară în fața lui Filip al II-lea într-o chestiune juridică, anume o acuză adusă de către Filip de Dreux, episcop de Beauvais. Ca urmare, Filip a confiscat pământurile sale, iar în 4 mai 1212, Dammartin a încheiat o înțelegere la Lambeth cu regele Ioan Fără de Țară al Angliei, care de asemenea pierduse posesiuni în favoarea lui Filip. Renaud a adus cu sine și alți nobili de pe continent, inclusiv pe contele de Flandra, pentru a întări coaliția cu regele Ioan împotriva lui Filip al II-lea. În schimb, el a primit din partea lui Ioan câteva fiefuri în Anglia și subsidii. Fiecare dintre semnatari promitea să nu încheie pace separată cu Franța.
Împreună cu împăratul Otto al IV-lea de Braunschweig și de Ferdinand de Flandra, Reginald a luat parte la atacul asupra Franței din 1214 care a culminat cu bătălia de la Bouvines. Reginald s-a aflat în tabăra învinsă, însă a fost unul dintre ultimii care s-au predat și a refuzat să se supună lui Filip August. Pământurile sale au fost confiscate și acordate lui Filip Hurepel. Renaud a fost ținut prizonier la Péronne pentru tot restul vieții sale, care s-a terminat prin a se sinucide. Fiica sa Matilda de Dammartin a fost căsătorită cu Filip Hurepel. Ulterior, ea se va recăsători cu infantele Afonso al Portugaliei.